# Bisbe dorsigroc
El bisbe dorsigroc o teixidor d'espatlles grogues (Euplectes macroura) és una espècie d'ocell de la família dels plocèids (Ploceidae) que habita praderies i aiguamolls de l'Àfrica subsahariana.